# Linnaemya apricata
Linnaemya apricata là một loài ruồi trong họ Tachinidae.